# موز (سرده)
موز یا موسا (نام علمی: Musa) نام یک سرده از راسته زنجبیل‌سانان است.

## گونه‌های گیاهی موز
- موز اگزوتیکا
- آباچا
- موز باریوئنسیس
- موز بالبیساینا
- موز بائنسیس
- موز صورتی
- موز عزیزی
- موز لوکک
- موز وحشی جاوه
- موز وونی
- موز ویریدیس
- موز یانان
- موز بانکسی
- موز بکاری
- موز بنفش
- موز بورنئو
- موز چمنزار
- موز روشن
- موز زرد
- موز قرمز
- موز کوهستانی
- موز نارنجی